# Getå
Getå – wieś w Szwecji w gminie Norrköping, nad brzegiem zatoki Bråviken. W 2015 roku zamieszkana przez 70 osób.
1 października 1918 w pobliżu wsi wydarzyła się największa w historii Szwecji katastrofa kolejowa, w wyniku której zginęło 41 osób.